# Tineola bisselliella
Tineola bisselliella, conhecida popularmente como Traça-das-roupas,  é uma espécie de insetos lepidópteros, mais especificamente de traças, pertencente à família Tineidae.
A autoridade científica da espécie é Hummel, tendo sido descrita no ano de 1823.

## Descrição
É uma mariposa da família dos tineídeos. Os adultos desta espécie possuem asas amareladas, com envergadura de 12 mm a 16 mm de comprimento. Já as larvas caseiras, por sua vez, alimentam-se de peles, lãs, sedas e materiais semelhantes e não formam casulo
Trata-se de uma espécie presente no território português.